# 喜林风毛菊
喜林风毛菊（学名：Saussurea stricta）是菊科风毛菊属的植物，是中国的特有植物。分布在中国大陆的云南、河南、四川等地，生长于海拔1,400米的地区，见于山坡林下，目前尚未由人工引种栽培。